# Pseudoeuops
Pseudoeuops es un género de coleóptero de la familia Attelabidae.

## Especies
Las especies de este género son:
- Pseudoeuops bicoloroides
- Pseudoeuops clarus
- Pseudoeuops guizhouensis
- Pseudoeuops laocaensis
- Pseudoeuops lushuensis
- Pseudoeuops nigricollis
- Pseudoeuops pyralis
- Pseudoeuops tibetanus
- Pseudoeuops viridis